# Goldschildfliege
Die Goldschildfliege (Phasia aurigera) ist eine Fliege aus der Familie der Raupenfliegen (Tachinidae). Sie war 2014 das Insekt des Jahres.

## Merkmale
Die Fliege erreicht eine Körperlänge von 8 bis 13 Millimeter und ähnelt, wie fast alle Raupenfliegen, in der generellen Körpergestalt einer Stubenfliege (mit denen sie recht nahe verwandt sind). Der Kopf trägt sehr große, rot gefärbte Komplexaugen, die beim Weibchen fast zusammenstoßen, beim Männchen etwa um die Breite des Ocellendreiecks voneinander getrennt sind. Der Körper ist überwiegend schwarz gefärbt und ausgedehnt grau oder gelblich bestäubt. Das Männchen fällt durch seine Färbung und Zeichnung auf: bei ihm ist das Mesoscutum (der mittlere Abschnitt der Oberseite des Rumpf) dicht goldgelb bestäubt, darin sind zwei schwarze Längslinien (Vittae) eingelagert, die aber den Hinterrand nicht erreichen, sie setzen sich in zwei dunklen Borstenfeldern fort. Das dahinter liegende, dreieckige Scutellum ist schwarz, manchmal mit gelber Spitze. Die Rumpfseiten sind grau bestäubt. Die Flügel sind ausgedehnt gelblich bis hellbraun getönt. Die Beine sind schwarz oder bräunlich, die Hinterschienen gelb. Der Hinterleib ist dunkel mit einem ausgedehnten gelblichen Fleck auf der Außenseite auf den verschmolzenen ersten beiden Tergiten und der Vorderhälfte des dritten Tergits, außerdem ist die Außenseite des fünften Tergiten markant gelb getönt. Die Tergite sind vom dritten an glänzend und nicht bestäubt. Dem Weibchen fehlt der auffallende goldgelbe Fleck oben auf dem Thorax, außerdem sind die Flügel klar oder nur sehr schwach gelblich. Das Männchen ist anhand der Färbung und Zeichnung normalerweise von den verwandten Arten unterscheidbar: Bei der viel häufigeren Phasia hemiptera fehlt der gelbe Fleck, außerdem ist der Rumpf seitlich auffallend lang rötlichgelb behaart. Phasia aurulans besitzt ebenfalls einen gelben Fleck, der aber auf das Hinterende des Postscutums beschränkt ist (vgl.). Eine sichere Bestimmung, besonders der Weibchen, ist aber nur unter dem Mikroskop, vor allem nach Merkmalen der Beborstung, möglich. Beim Weibchen ist, wie bei allen verwandten Arten (Phasiinae), das Hinterende des Abdomens zu einem spitzen Legebohrer (Ovipositor) umgebildet.

## Ökologie
Die Art bevorzugt wärmebegünstigte Lebensräume wie Trockenhänge und warme Waldränder. Es treten zwei Generationen im Jahr auf, die erste von Ende Mai bis Ende Juni, die zweite, meist zahlreichere, von Mitte August bis Mitte Oktober. Die Imagines sind Blütenbesucher. Die Lebensdauer einer Imago beträgt etwa 15 Tage. Die Larve parasitiert in Wanzenarten. Als Wirtsarten sind bekannt: Grüne Stinkwanze (Palomena prasina), Graue Gartenwanze (Rhaphigaster nebulosa), Lederwanze (Coreus marginatus), Wacholder-Randwanze (Gonocerus juniperi), Gonocerus acuteangulatus. Überwinterung erfolgt als erstes oder zweites Larvenstadium im Wirt.

## Verbreitung
Phasia aurigera ist eine wärmeliebende, paläarktische Art, sie lebt in Süd- und Mitteleuropa, nördlich bis in den Süden Frankreichs, Deutschlands und Polens. Außerdem kommt sie im Fernen Osten Russlands und in Nordostchina vor (ein isolierter südlicher Nachweis aus Sichuan). In Deutschland liegen Nachweise aus Bayern, Baden-Württemberg, Rheinland-Pfalz und Hessen vor, sie gilt hier lokal als nicht selten. In Polen gilt sie als gefährdet
Wie bei vielen wärmeliebenden Arten, sind aus jüngerer Zeit auch Nachweise weiter nördlich gelungen. So scheint sie seit etwa 2005 in den Niederlanden recht weit verbreitet zu sein und kommt auch in Dänemark vor fehlt aber bis heute in Großbritannien.

## Taxonomie
Die Gattung Phasia umfasst weltweit 75 Arten, von denen acht in Mitteleuropa vorkommen. Die Art wurde von Egger 1860 als Alophora aurigera erstbeschrieben, nach Material, das von Ignaz Rudolph Schiner gesammelt wurde. Typuslokalität ist die Umgebung von Wien.